# Odznaka honorowa „Zasłużony dla Systemu Badań i Certyfikacji”
Odznaka honorowa „Zasłużony dla Systemu Badań i Certyfikacji” – polskie odznaczenie resortowe ustanowione 21 listopada 1996 i nadawane przez Prezesa Polskiego Centrum Badań i Certyfikacji, jako zaszczytne honorowe wyróżnienie przyznawane pracownikom Polskiego Centrum Badań i Certyfikacji oraz innych jednostek w uznaniu: wieloletniej, wyróżniającej się pracy w jednostkach akredytujących, certyfikujących i badawczych, osiągnięć w dziedzinie promowania jakości polskich wyrobów i usług, osiągnięć w popularyzacji i wdrażaniu do praktyki nowych rozwiązań jakościowych, usprawnień w dziedzinie organizacji krajowego systemu badań i certyfikacji lub działalności naukowo-dydaktycznej w dziedzinie akredytacji, badań i certyfikacji oraz w dziedzinie rozwijania współpracy z odpowiednimi instytucjami zagranicznymi. Odznaka początkowo była dwustopniowa (złota lub srebrna), a od 1997 – jednostopniowa.
1996
Odznaka miała kształt okrągłego medalu. Wykonana była z metalu: w kolorze złotym – dla stopnia pierwszego i w kolorze srebrnym – dla stopnia drugiego. Na licowej stronie odznaki na biało-czerwonym, emaliowanym tle znajdował się znak Q, w który wpisany jest wizerunek orła w koronie, a pod nim umieszczone były stylizowane inicjały RP, według wzoru określonego w ustawie z dnia 9 lutego 1990 r. o zmianie przepisów o godle, barwach i hymnie Rzeczypospolitej Polskiej (Dz. U. Nr 10, poz. 60). Wokół na metalowym tle umieszczony był napis „Zasłużony dla Systemu Badań i Certyfikacji”. Poszczególne elementy odznaki złotej miały kolor złoty, a odznaki srebrnej – kolor srebrny. Średnica odznaki wynosiła 30 mm. Odznaka złota była zawieszona na prostokątnej baretce wykonanej z metalu, o wymiarach 25 × 7 mm, na której umieszczone były drukowane litery „PCBC” (oznaczające skrót nazwy Polskiego Centrum Badań i Certyfikacji); baretka odznaki złotej wykonana była z metalu w kolorze złotym, a odznaki srebrnej – z metalu w kolorze srebrnym. Odznaka srebrna była przykręcana za pomocą nagwintowanego sztyftu metalowego umocowanego na odwrotnej stronie odznaki oraz nakrętki.
1997
Odznaka ma kształt okrągłego medalu o średnicy 30 mm. Wykonana jest z metalu w kolorze srebrnym (początkowo również w złotym). W środku medalu jest umieszczony srebrzony orzeł, według wzoru określonego w ustawie z dnia 9 lutego 1990 r. o zmianie przepisów o godle, barwach i hymnie Rzeczypospolitej Polskiej (Dz. U. Nr 10, poz. 60), a pod nim monogram „RP”. Wokół orła jest umieszczona litera „Q”, pokryta w połowie białą i w połowie czerwoną emalią. W otoku jest umieszczony napis „ZASŁUŻONY DLA SYSTEMU BADAŃ I CERTYFIKACJI”. Odwrotna strona odznaki jest gładka. Odznaka jest zawieszona na prostokątnej zawieszce o wymiarach 25 × 7 mm, na której są umieszczone litery „PCBC”, oznaczające skrót nazwy Polskiego Centrum Badań i Certyfikacji.